# マット・ウォルドロン
マシュー・ローレンス・ウォルドロン（Matthew Lawrence Waldron, 1996年9月26日 - ）は、アメリカ合衆国ネブラスカ州オマハ出身のプロ野球選手（投手）。右投右打。MLBのサンディエゴ・パドレス所属。

## 経歴

### プロ入りとインディアンス傘下時代
2019年のMLBドラフト18巡目（全体550位）でクリーブランド・インディアンスから指名されプロ入り。傘下のルーキー級アリゾナリーグ・インディアンス でプロデビューし、シーズン途中にA級マホーニングバレー・スクラッパーズに昇格した。この年は2チーム合計で14試合に登板して2勝0敗、防御率2.96を記録した。

### パドレス時代
2020年8月31日に後日発表選手として、ジョシュ・ネイラー、オースティン・ヘッジス、カル・クアントリル、ガブリエル・アリアス、オーウェン・ミラー、ジョーイ・カンティーヨ（英語版）とのトレードで、マイク・クレビンジャー、グレッグ・アレンと共にサンディエゴ・パドレスに移籍した。
2021年から、リトルリーグ時代に双子の兄弟と遊びで投げていたナックルボールを実戦でも使用するようになる。この年は傘下のA＋級フォートウェイン・ティンキャップスで開幕を迎え、シーズン途中にAA級サンアントニオ・ミッションズへ昇格。2チーム合計で20試合に先発登板して3勝8敗、防御率4.25、103奪三振を記録した。
2022年はAA級サンアントニオで開幕を迎え、シーズン途中にAAA級エルパソ・チワワズへ昇格。2チーム合計で25試合に先発登板して5勝10敗、防御率6.26、96奪三振を記録した。
2023年はAAA級エルパソで開幕を迎え、6月23日にメジャー契約を結びアクティブ・ロースター入り。翌日のワシントン・ナショナルズ戦に先発登板してメジャーデビューを果たした。この年メジャーでは8試合（先発6試合）に登板して1勝3敗、防御率4.35、31奪三振を記録した。
2025年3月27日に15日間の故障者リスト入りして、開幕を迎えた。

## 選手としての特徴
現代では希少なナックルボーラー。ただしナックルボールが投球割合のほとんどを占めていたR.A.ディッキーやティム・ウェイクフィールドとは違い、投球の中心はフォーシームである。

## 家族
双子の兄弟のマイクも野球選手で、大学時代はチームメイトだった。

## 人物
日本のNHK BS1→NHK BSの人気番組、『球辞苑』2024年3月に放送された『MLBスペシャル』において、VTR出演を果たした。

## 詳細情報

### 年度別投手成績
| 年 度    | 球 団    | 登 板 | 先 発 | 完 投 | 完 封 | 無 四 球 | 勝 利 | 敗 戦 | セ 丨 ブ | ホ 丨 ル ド | 勝 率 | 打 者 | 投 球 回 | 被 安 打 | 被 本 塁 打 | 与 四 球 | 敬 遠 | 与 死 球 | 奪 三 振 | 暴 投 | ボ 丨 ク | 失 点 | 自 責 点 | 防 御 率 | W H I P |
| -------- | -------- | ----- | ----- | ----- | ----- | -------- | ----- | ----- | -------- | ----------- | ----- | ----- | -------- | -------- | ----------- | -------- | ----- | -------- | -------- | ----- | -------- | ----- | -------- | -------- | ------- |
| 2023     | SD       | 8     | 6     | 0     | 0     | 0        | 1     | 3     | 0        | 0           | .250  | 173   | 41.1     | 39       | 9           | 12       | 0     | 0        | 31       | 0     | 0        | 20    | 20       | 4.35     | 1.23    |
| MLB：1年 | MLB：1年 | 8     | 6     | 0     | 0     | 0        | 1     | 3     | 0        | 0           | .250  | 173   | 41.1     | 39       | 9           | 12       | 0     | 0        | 31       | 0     | 0        | 20    | 20       | 4.35     | 1.23    |

- 2023年度シーズン終了時

### 年度別守備成績
| 年 度 | 球 団 | 投手（P） | 投手（P） | 投手（P） | 投手（P） | 投手（P） | 投手（P） |
| 年 度 | 球 団 | 試 合     | 刺 殺     | 補 殺     | 失 策     | 併 殺     | 守 備 率  |
| ----- | ----- | --------- | --------- | --------- | --------- | --------- | --------- |
| 2023  | SD    | 8         | 2         | 5         | 0         | 0         | 1.000     |
| MLB   | MLB   | 8         | 2         | 5         | 0         | 0         | 1.000     |

- 2023年度シーズン終了時

### 背番号
- 61（2023年 - ）